# Gelastorhinus africanus
Gelastorhinus africanus är en insektsart som beskrevs av Boris Petrovich Uvarov 1941. Gelastorhinus africanus ingår i släktet Gelastorhinus och familjen gräshoppor. Inga underarter finns listade i Catalogue of Life.